# 주앙 펠릭스
주앙 펠릭스 세케이라(포르투갈어: João Félix Sequeira ʒuˈɐ̃w ˈfɛliks, -liʃ[*], 1999년 11월 10일 ~ )는 포르투갈의 축구 선수이며, 현재 사우디 프로페셔널리그의 알나스르 소속이다. 주 포지션은 세컨 스트라이커이다.

## 클럽 경력

### 벤피카

#### 2016-18: 유소년팀 경력
2016년 9월 17일, 펠릭스는 벤피카 B에서 16세의 나이로 프레아문드와의 세군다리가 경기에서 아우렐리우 부타와 83분에 교체 투입되어 프로 선수로 데뷔하였다. 그는 2021년 5월 셰르 은두르에 의해 기록이 깨지기 전까지 벤피카 B에서 데뷔한 최연소 선수였다. 그는 시즌 동안 13경기에 출전하여 3골을 기록했으며, 첫 골은 2017년 2월 15일 그의 고향 팀인 아카데미코 드 비제우에게 2-1로 패한 경기에서 만회골을 넣은 것이었다. 이후 2018년 1월 30일, 그는 파말리캉을 상대로 해트트릭을 기록하여 팀의 5-0 승리에 일조하였다. 시즌 동안 펠릭스는 2016-17 UEFA 유스리그에서 뛰었다. 그는 벤피카가 결승전에 진출하는데 핵심적인 역할을 했지만, 결승에서 아쉽게도 레드불 잘츠부르크에게 2-1로 패하여 준우승으로 마무리해야했고, 펠릭스는 대회에서 6골을 기록하였다.

#### 2018-19: 1군으로 승격 및 리그 우승
펠릭스는 2018-19시즌 벤피카 1군으로 승격되었고, 2018년 8월 18일 2-0으로 승리한 보아비스타와의 프리메이라리가 경기에서 데뷔전을 치렀다. 일주일 후, 그는 1-1로 비긴 스포르팅 CP와의 리스본 더비 경기에서 첫 리그 골을 넣으며 리스본 더비에서 득점한 최연소 선수가 되었다. 2019년 1월 16일, 그는 타사 드 포르투갈 8강전에서 비토리아 드 기마랑이스를 상대로 결승골을 기록하였다. 브루누 라즈가 감독으로 부임한 후, 그의 첫 번째 결정은 펠릭스를 좀 더 적극적으로 기용하는 것이었다. 파쿤도 페레이라와 니콜라스 카스티요의 부진과 조나스의 부상이 겹친 상황 속에서 하리스 세페로비치와 함께 펠릭스를 공격진 파트너로 삼았다. 이후 펠릭스는 2월 3일, 스포르팅 CP와의 리그 원정 경기에서 4-2 승리를 거둔 그의 활약으로 찬사를 받았으며, 이후 여러 유럽 클럽들의 관심을 불러 일으켰다. 한 달 후, 2-1로 승리한 포르투와의 리그 원정 경기에서 동점골을 기록하였다.
2019년 4월 11일, 펠릭스는 4-2로 이긴 아인트라흐트 프랑크푸르트와의 UEFA 유로파리그 경기에서 해트트릭을 기록하였다. 이 해트트릭으로 그는 대회에서 해트트릭을 기록한 역대 최연소 선수(19세 152일)가 되었으며, 이전 마르코 퍄차의 기록을 67일이나 경신하였다. 펠릭스는 첫 시즌을 20골로 마쳤으며, 그 중 한 골은 리그 마지막 날 산타 클라라를 상대로 4-1 승리를 거두며 우승을 확정한 날이었다. 그는 리그에서 총 15골을 기록하며 리그 득점 순위에서 공동 4위를 기록하였다. 그는 유럽 7대 리그의 10대 선수들 중 공격 포인트(골, 도움) 순위에서 각각 카이 하베르츠와 제이던 산초에 이어 2위를 기록하였다.

### 아틀레티코 마드리드
2019년 7월 3일, 역대 최고 이적료 기록 5번째인 €126m으로 아틀레티코 마드리드로 이적했다.

#### 첼시 (임대)
2023년 1월 11일, 프리미어리그 2022-23 잔여기간 동안 첼시 FC로 임대되었다. 그는 다음날 풀럼 FC 전에서 데뷔전을 치렀는데 58분에 태클로 퇴장당하였다.

#### 바르셀로나 (임대)
2023년 9월 1일, FC 바르셀로나로 임대되었다.

## 국가대표팀 경력

### 청소년 대표팀
2017년 6월 14일, 펠릭스는 노르웨이와의 경기에서 58분에 엘베스 발데와 교체 투입되어 포르투갈 U-18 대표팀 데뷔전을 치렀다. 이 친선 경기에서 펠릭스는 2골을 기록하여 3-0 승리에 일조하였다. 2017년 10월 10일, 펠릭스는 보스니아 헤르체고비나와의 2019년 UEFA U-21 축구 선수권 대회 예선전에서 56분에 샤다스와 교체 투입되며 포르투갈 U-21 대표팀 데뷔전을 치렀다.
2018년 1월 15일, 펠릭스는 2-1로 승리한 튀르키예와의 경기에서 부상당한 조르즈 테이셰이라와 27분에 교체되어 포르투갈 U-19 대표팀에 데뷔하였다. 2018년 3월 23일, 펠릭스는 7-0으로 승리한 리히텐슈타인과의 경기에서 포르투갈 U-21 대표팀 첫 골을 기록하였다. 예선 과정에서 그는 4골을 넣으며 포르투갈의 2019년 UEFA U-21 축구 선수권 대회 플레이오프전 진출을 도왔다. 플레이오프 1차전에서 포르투갈은 폴란드와의 원정 경기에서 1-0 승리를 거두었으나, 2차전 홈 경기에서 3-1로 패하며 본선 진출에 실패하였다.
펠릭스는 U-18, U-19, U-21 국가대표팀 일원으로 총 14경기에 출전하여 6골을 기록하였다.

### 성인 대표팀
2019년 3월 15일, 페르난두 산투스 감독은 UEFA 유로 2020 예선전을 앞두고 펠릭스를 처음으로 성인 대표팀에 소집하였다. 펠릭스는 대표팀 훈련 도중 발을 다쳐 3월 25일 세르비아와의 경기에 결장하였다.
또한 펠릭스는 2019년 UEFA 네이션스리그 결선 토너먼트에 참가할 포르투갈 선수단에도 포함되었다. 그는 6월 5일 스위스와의 준결승전에서 71분에 교체 투입되어 성인 대표팀 데뷔전을 치렀고, 팀은 3-1 승리를 거두었다. 4일 후, 포르투갈은 대회 결승전에서 네덜란드를 1-0으로 꺾고 우승을 차지하였다. 2020년 9월 5일, 그는 4-1로 승리한 크로아티아와의 2020-21년 UEFA 네이션스리그 홈 경기에서 성인 국가대표팀 첫 골을 기록하였다. 2021년 6월 27일, 펠릭스는 벨기에와의 16강전에서 55분에 조앙 모티뉴와 교체 투입되며 UEFA 유로 2020에 첫 출전을 하게 되었는데, 포르투갈은 0-1로 패배하였다.
2022년 10월, 그는 카타르에서 열리는 2022년 FIFA 월드컵에 참가할 포르투갈의 55인 예비 명단에 이름을 올렸고, 월드컵 최종 26인 명단에도 포함되었다. 11월 25일, 펠릭스는 3-2로 이긴 가나와의 조별 리그 경기에서 월드컵 첫 골을 기록하였다. 12월 6일, 펠릭스는 포르투갈이 6-1로 승리한 스위스와의 16강전에서 2개의 도움을 기록하였다. 이후 포르투갈은 월드컵 준결승에 진출한 최초의 CAF 국가가 된 모로코에게 1-0으로 패하면서 8강에서 탈락하였다.

## 플레이스타일
현 포르투갈의 공격수로 뛰고 있는 주앙 펠릭스는 자신이 가진 빠른발과 순간적인 골결정력을 발휘하여 골을 넣는 선수이다. 때로는 180의 큰 키로 헤딩골을 성사시키기도 하며, 엄청난 침투기술로 적진에 침투하여 골을 넣기도 한다. 그 침투 능력이 돋보였던 경기인 유벤투스 전에서 자신의 우상(크리스티아누 호날두)앞에서 2골을 넣으며 이적료 1900억의 진가를 발휘했다. 현재 아틀레티코 마드리드에서 공격수로 뛰며, 루이스 알베르토 수아레스와 어깨를 나란히 하며 거의 대부분의 경기를 주전으로 뛰며 자신의 가치를 알리고 있다.

## 출전 통계
| 클럽                | 시즌        | 출전 | 득점 |
| ------------------- | ----------- | ---- | ---- |
| 벤피카              | 2018-19     | 43   | 20   |
| 아틀레티코 마드리드 | 2019-20     | 36   | 9    |
| 아틀레티코 마드리드 | 2020-21     | 40   | 10   |
| 아틀레티코 마드리드 | 2021-22     | 35   | 10   |
| 아틀레티코 마드리드 | 2022-23     | 20   | 5    |
| 첼시                | 2022-23     | 20   | 4    |
| 첼시                | 2024-25     | 20   | 7    |
| 바르셀로나          | 2023-24     | 44   | 10   |
| 밀란                | 2024-25     | 21   | 3    |
| 커리어 합계         | 커리어 합계 | 279  | 78   |

## 수상

#### 벤피카
- 프리메이라리가 : 2018-19

#### 아틀레티코 마드리드
- 라리가 : 2020-21

#### 포르투갈
- UEFA 네이션스리그 : 2018-19, 2024-25

#### 개인
- 골든 보이 : 2019
- 프리메이라리가 최우수 영플레이어 : 2018-19
- 프리메이라리가 이 달의 선수 1회
- CNID 올해의 신인 : 2019
- 골든 글로브스 올해의 신인 : 2019
- 글로브사커 어워드 올해의 신인 : 2019
- UEFA 유로파리그 시즌의 스쿼드 : 2018-19
- 라리가 이 달의 선수 2회
- 라리가 이 달의 골 1회
- 아틀레티코 마드리드 올해의 선수 : 2021-22
- 아틀레티코 마드리드 이 달의 선수 2회